# Onchocalanus paratrigoniceps
Onchocalanus paratrigoniceps is een eenoogkreeftjessoort uit de familie van de Phaennidae. De wetenschappelijke naam van de soort is voor het eerst geldig gepubliceerd in 1983 door Park.